# 帝國集團
帝國集團控股有限公司（英語：Empire Group Holdings Limited）是一間主要從事香港房地產開發的公司，由已故郭炳湘在2010年離開新鴻基地產後創立，在灣仔港灣道鷹君中心設有辦公室。
帝國集團成立後積極在香港發展地產業務，曾伙拍不同地產商競投項目。
2016年10月，郭炳湘稱帝國集團未來會把一半資金投資地產，其餘投資股票、債券及私募基金。郭炳湘不排除會有機會和新鴻基地產合作。
2017年3月2日前警務處前助理處長（刑事）李伯樂，獲離職公務員就業申請諮詢委員會批准從事外間工作，出任帝國集團控股有限公司的保安總監一職。

## 旗下投資
- 海峽建設投資

### 香港地產項目
帝國集團和長江實業合作發展亞皆老街住宅項目君柏，帝國集團佔10%股權。2012年，帝國集團與麗新發展合作以28.26億港元投得將軍澳第68A2區地皮，帝國集團佔50%股權。
2016年2月，香港海洋公園公佈信和置業和帝國集團間接持有的公司栢聯（香港）有限公司，成為園內第二間酒店「富麗敦海洋公園酒店」項目的首選投標者。
2016年8月8日，帝國集團與香港小輪組成各佔50%股權合營公司，合作以27.088億港元投得屯門第48區青山公路－青山灣段地皮，地皮為屯門市地段第547號。
2016年10月12日，帝國集團與信和置業合作以25.28億港元投得黃竹坑業勤街及黃竹坑道的香港仔內地段第462號的商業項目用地，帝國集團佔其中40%股權。
2017年3月10日，帝國集團以約15.6億元購入黃竹坑道36號的仁孚香港仔車廠。
2017年9月21日，帝國集團以約19.8億元購入黃竹坑道63號天豐工業大廈96.5%業權，尚餘6樓B室尚未成功收購，該單位佔3.5%業權份數。項目佔地約1.82萬平方呎，可申請修改地契轉作商業發展，或直接重建為新型工業大廈，可建樓面27.36萬方呎
2018年2月9日，海員俱樂部宣布，正式委任帝國發展香港有限公司附屬公司之一（有關附屬公司簡稱「帝國」）為尖沙咀中間道11號海員之家重建計劃發展夥伴，項目地盤面積為2,688方米（約28,934方呎），可建最大總樓面面積為32,263方米（約347,285方呎），獲當局批建1座40層高酒店（另2層地庫），其中9至42樓是酒店部分，提供約500間酒店房間，每間房面積350至400平方呎，並委任洲際酒店旗下金普頓負責營運，中標發展商需負責物業重建，獲50年酒店營運權，惟業權仍歸海員俱樂部；另最多4,600方米（約49,515方呎）樓面需留予海員俱樂部作聖彼得教堂及會所，建築物高度不得超過香港主水平基準175.5米，項目補地價11.3億元，預計總投資約60億元，2023年完成
2018年11月7日地政總署公布會德豐地產新世界發展恒基地產及帝國集團合組的財團Voyage Mile Limited以83.33億港元奪得啟德首幅跑道區住宅地，即啟德第4B區3號地盤的新九龍內地段第6574號的用地，地盤面積約為104475平方呎，最高樓面面積為574,615平方呎，平均樓面呎價14500元
2019年3月27日，地政總署公布會德豐地產新世界發展恒基地產及中國海外發展帝國集團合組的財團Infinite Sun Limited以98.93億港元奪得啟德第4B區1號地盤的新九龍內地段第6576號的用地，地盤面積約103,151平方呎，以最高樓面面積為722,060平方呎計，平均樓面呎價约13,702元
2021上半年，港鐵公布麗新、新世界發展、資本策略和帝國集團合組財團，奪得港鐵黃竹坑車廠上蓋港島南岸5期用地。

## 外部連結
- 帝國集團網站 （页面存档备份，存于）